# Kujō Yoritsune
Kujō Yoritsune (九条 頼経?; 12 febbraio 1218 – 1º settembre 1256) è stato un militare giapponese.

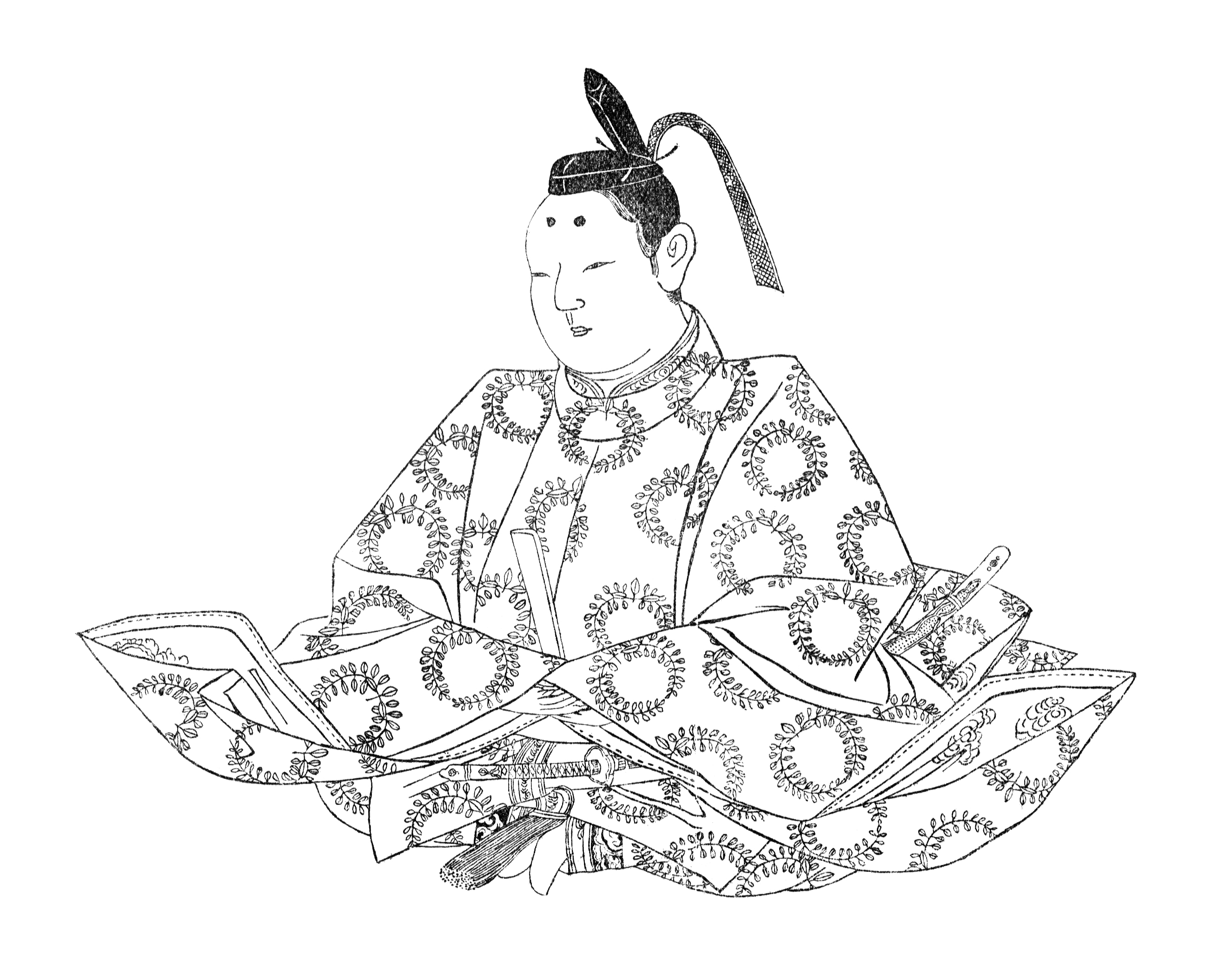
Kujō Yoritsune

Figlio del kanpaku Kujō Michiie, quindi discendente del clan Fujiwara (è per questo conosciuto anche come Fujiwara no Yoritsune) e imparentato con il clan Minamoto, fu il quarto shōgun dello shogunato Kamakura.
Nacque nell'anno della tigre, nel mese della tigre e nel giorno della tigre secondo il calendario cinese, perciò fu chiamato Mitora (三寅? "Tre tigri"). Ancora bambino, nel 1226, fu scelto dal clan Hōjō come nuovo shōgun; con il terzo shōgun Sanetomo, morto nel 1219, infatti, si era estinta la linea ereditaria del clan Minamoto, e per sette anni il potere era rimasto saldamente nelle mani degli Hōjō, in particolare la vedova del primo shōgun, Masako, e lo shikken, Yoshitoki, che erano infine giunti a un accordo. Yoritsune fu scelto perché sua nonna era una nipote di Minamoto no Yoritomo, quindi manteneva la continuità dinastica, apparteneva alla famiglia Kujō che era uno dei cinque rami dell'illustre famiglia Fujiwara, imparentata con gli imperatori, ma soprattutto non era imparentato con gli Hōjō, quindi escluso  dalle questioni intestine della famiglia, ed era troppo piccolo per costituire una minaccia all'autorità degli Hōjō.
Il suo ruolo fu sempre quello di uno shōgun fantoccio, meramente rappresentativo; nel 1244 abdicò, lasciando la carica a suo figlio Yoritsugu, e l'anno successivo si fece monaco buddhista.